# تمرد حميرة 1912
تمرد حميرة أو ثورة حميرة (باليونانية: Εξέγερση της Χειμάρρας) هي انتفاضة يونانية خلال حرب البلقان الأولى ووقعت في منطقة حميرة (حميرة، جنوب ألبانيا اليوم)، وذلك في 18 نوفمبر 1912، حيث نجح المتمردين المدعومين من القوات اليونانية من طرد القوات العثمانية من المنطقة، وبالتالي تأمين المنطقة الساحلية بين ساراندي وفلوري للجيش اليوناني.

## الخلفية
خلال حرب البلقان الأولى (1912-1913)، كانت إبيروس ذات أهمية ثانوية لليونان بعد الجبهة المقدونية. حيث تم التخطيط لانزال بالقوات اليونانية في حميرة، لمهاجمة مؤخرة الجيش العثماني كعملية مستقلة عن بقية جبهة إبيروس، وكان هدف العملية تأمين تقدم القوات اليونانية إلى المناطق الشمالية من إبيروس، استند نجاح هذا الهجوم في المقام الأول إلى تفوق البحرية اليونانية في البحر الأيوني والدعم من المتمردين اليونانيين المحليين.
وفي أوائل أكتوبر 1912، انتقل الرائد سبيروس سبيروميليوس، أحد سكان حميرة، إلى جزيرة كورفو اليونانية، والتي تقع مقابل حميرة حيث كانت مهمته تنظيم مجموعات من شمال ابيروس من اليونانيين، كما تلقى أوامر من الحكومة اليونانية للتواصل مع التنظيمات الألبانية في المناطق المحيطة. كما تم تعزيز هذه الوحدة في وقت لاحق من قبل 200 متطوع يوناني إضافي من كريت (القادة الكريتية غاليروس وباباجياناكيس وبوليسيكسيس) والذين أرسلهم الجنرال كونستانتينوس سابونتزاكيس، قائد الجيش اليوناني في جبهة إبيروس.

## النزاعات

### نهاية الحكم العثماني

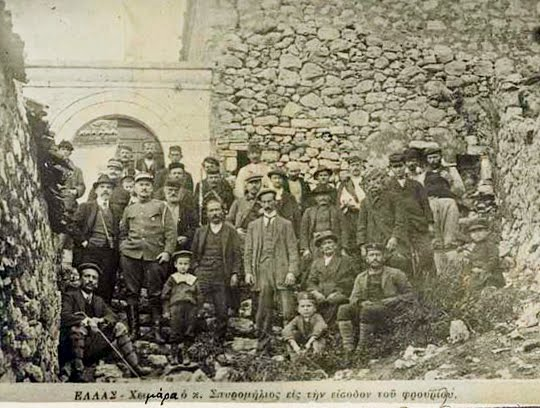
من امام قلعة حميرة

في 15 نوفمبر، تلقي اليونانيون أوامر عاجلة من قيادة الجيش اليوناني للاستلاء علي منطقة حميرة حيث بدأت عملية الانزال في الساعة 7:30 صباحًا من يوم 18 نوفمبر، عند خليج سبيليا بالقرب من بلدة حميرة ولم يلاقي اليونانيين أي مقاومة ومن ثم تم تقسيمها على الفور إلى مجموعتين: المجموعة الأولى والتي تتألف من المتطوعين المحليين والتي تقدمت إلي بلدة حميرة من الشمال، في حين تقدمت المجموعة الثانية المكونة من الكريتيين من المدينة في الجهة المعاكسة. وبينما دخلت المجموعة الأولى المدينة تعرضت علي الفور للنيران من مقر الإدارة العثمانية المحلية، ولكن مع وصول المجموعة الثانية، وقع اشتباك قصير انتهى باستسلام العثمانيين.
على الفور، بعد السيطرة علي المدينة، رفع قائد القوة التطوعية، سبيروس سبيروميليوس، العلم اليوناني في المقر العثماني، في إشارة لنهاية فترة الحكم العثمانية.
بمجرد انتشار الأخبار حول العملية الناجحة للقوة اليونانية، ظهر سكان مسلحون من القرى المجاورة وأعلنوا تمردهم من أجل دمج بقية إقليم ابيريس الذي كانت يسيطر عليه العثمانين مع اليونان.

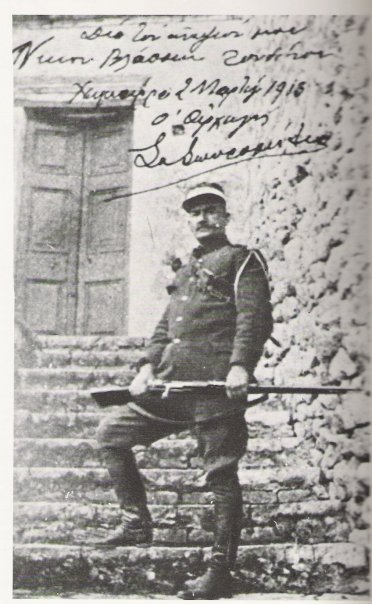
سبيروس سبيروميليوس في حميرة

### تأمين المنطقة
من أجل تأمين المنطقة ضد أي هجوم مضاد محتمل، أمر سبيروس قواته بالانتقال على الفور إلى الموقع الاستراتيجي عند معبر ليجرا، وكان الممر يقع إلى الشمال الغربي من مدينة حميرة وفي اتجاه فلوري، ولكنهم لم ينجحوا بالاستيلاء علي الممر.
من ثم اقترح سبيروميليوس أيضًا على رئيس الوزراء اليوناني إلفثيريوس فينيزيلوس أن مدينة فلوري الساحلية يجب أن تخضع للسيطرة اليونانية لكن اليونان كانت تخشى من ان يؤدي ذلك إلى تدخل عسكري إيطالي.
بدأت الهجمات الألبانية ضد حميرة بعد إعلان الاستقلال الألباني في فلوري، في 28 نوفمبر، ومع ذلك، تمكن المدافعون اليونانيون من صدهم وظلت المنطقة تحت السيطرة اليونانية حتى نهاية حروب البلقان، 

## ما بعد الأحداث
بموجب شروط بروتوكول فلورنسيا، الموقّع في 17 ديسمبر 1913، مُنحت منطقة إبيروس الشمالية، التي تشمل مدينة حميرة، أثار هذا القرار سلسلة من الأحداث التي أدت إلى إعلان جمهورية إبيروس الشمالية المتمتعة بالحكم الذاتي في جيروكاستير من قبل السكان اليونانيين.

## الروابط خارجية
- Μεγάλη Στρατιωτική και Ναυτική Εγκυκλοπαιδεία (باللغة اليونانية).